# Altocumulonimbus
El altocumulonimbus (abreviatura ACB) es una nube cumulonimbus que se forma en los niveles medios de la troposfera a partir de la intensificación de la convección a la cumbre de un altocúmulo castellanus (luego cumulonimbus altocumulogenitus) o de un nimbostratus (luego cumulonimbus nimbostratogenitus) cuando la parte superior está formada de cristales de hielo. Por definición, es generado que no parten del suelo, lo hacen desde el nivel medio de la atmósfera (por lo general sobre los 3 000 m). Este tipo de nube es así, una nube de tipo castellanus. 
El término no es  oficialmente mencionado por el atlas internacional de las nubes. La nueva versión en preparación de la atlas nombra oficialmente esta nube como cumulonimbus altocumulogenitus. También se puede hablar de cumulonimbus nimbostratogenitus, según la nube de la que proviene. El término inglés a menudo mencionado en la literatura es elevated cumulonimbus.